# Energias de Portugal
Energias de Portugal (sigla EDP, un tempo nota come Electricidade de Portugal) è fra i maggiori produttori di energia elettrica europei ed uno dei più importanti gruppi industriali del Portogallo.

## Storia

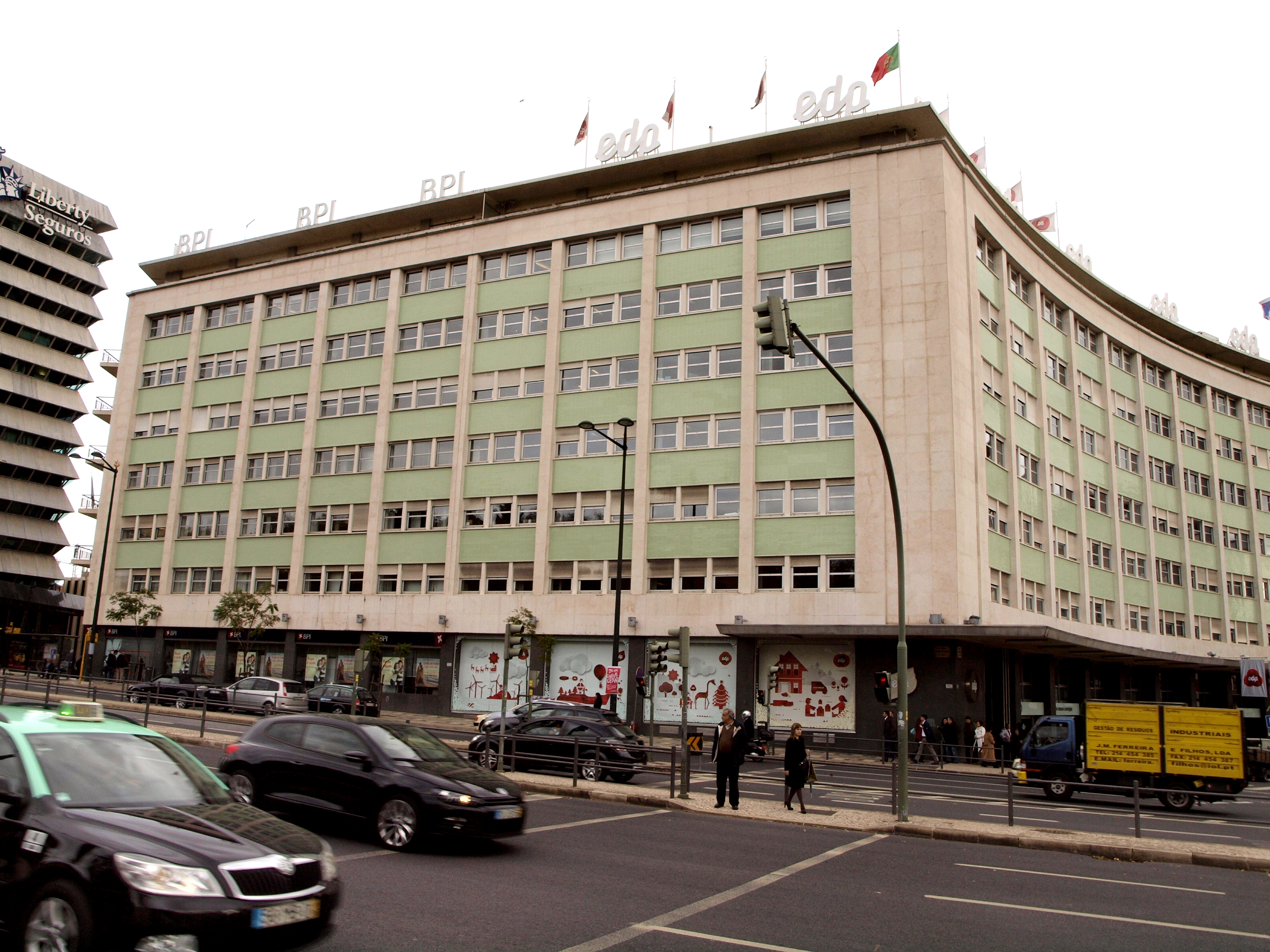
EDP sede in Piazza Marques de Pombal, Lisbona

Il Gruppo divenne la prima società della Penisola iberica a possedere un numero significativo di attività di distribuzione in entrambi i paesi, con una posizione di controllo nella spagnola HC Energía, ed è anche presente nei settori dell'energia elettrica dell'America con una presenza importante negli USA, in Brasile, in Africa ed a Macao, nella generazione e distribuzione.
Le attività del Gruppo EDP sono concentrate sulla generazione e distribuzione di energia elettrica, oltre che nell'area delle tecnologie dell'informazione. Inoltre, l'attività del Gruppo comprende aree complementari e connesse, come l'acqua, il gas naturale, l'ingegneria, le prove di laboratorio, la formazione professionale e la gestione immobiliare. Un tempo possedeva imprese nel settore dell'IT consulting (Edinfor) e delle telecomunicazioni (Telecom ONI), ma sono state cedute, rispettivamente, a Logica ed a The Riverside Company un gruppo di private equity.
Nel 2006 il 35% dell'energia prodotta da EDP proveniva da fonti di energia rinnovabile e, a partire dalla fine del 2007, la società ha annunciato che il 39% della sua energia era già a emissioni zero e che si cercava di ottenere un 75% della produzione di energia rinnovabile entro il 2013. Nel marzo 2007 il gruppo fece una acquisizione del valore di 3 miliardi di dollari negli Stati Uniti Horizon Wind Energy, produttore texano di energia eolica. Questo è il più grande affare di energia rinnovabile mai concluso fino ad oggi ed ha reso EDP il quarto più grande produttore di energia eolica al mondo. Le attività aziendali sulle energie rinnovabili (compresa Horizon) sono possedute dalla sussidiaria EDP Renováveis, il 25% della quale era flottante alla Borsa di Lisbona nel 2008.
La società era al 239º posto, nel 2009, sul Forbes Global 2000.